# Aleksa Karatantschewa
Aleksa Karatantschewa (bulgarisch Алекс Каратанчева, englisch Alexa Karatancheva; * 3. September 2007) ist eine bulgarische Tennisspielerin.

## Karriere
Seit 2021 spielt Karatantschewa auf der ITF Women’s World Tennis Tour, wo sie aber bislang noch keinen Titel gewinnen konnte.
2022 trat sie mit ihrer älteren Schwester Lia im Doppel der Empire Women’s Indoor II an, wo sie aber klar mit 0:6 und 0:6 verloren. 2023 trat sie mit Partnerin Victoria Bervid ebenfalls im Doppel bei den Vero Beach International Tennis Open an, wo die beiden aber ebenfalls bereits in der ersten Runde an der Paarung Kariann Pierre-Louis und Johnnise Renaud mit 7:69, 2:6 und [5:10] scheiterten.

## Persönliches
Aleksa ist die jüngere Schwester von Sessil Karatantschewa und Lija Karatantschewa, die beide ebenfalls professionell Tennis spielten oder spielen.